# Calometridae
Calometridae zijn een familie van zeelelies uit de orde van de haarsterren (Comatulida).

## Geslachten
- Calometra A.H. Clark, 1907
- Gephyrometra A.H. Clark, 1912
- Neometra A.H. Clark, 1912
- Pectinometra A.H. Clark, 1912
- Reometra A.H. Clark, 1934